# Hobbynews
Hobbynews fue un sitio web especializado en la industria de los videojuegos, propiedad del grupo AxelSpringer editora en España revistas como Hobby Consolas, Micromanía, Playmanía, Revista Oficial Nintendo, AutoBild, Computer Hoy o e*girl, entre muchas otras a lo largo de su trayectoria, desde la adquisición de Hobby Press. Hobbynews fue creada en mayo de 2010 e incluía noticias, reportajes, avances, análisis, vídeos de videojuegos, tecnología, manga y cómics.
Estaba dirigida por Amalio Gómez, responsable de ediciones de videojuegos en Axel Springer España. El jefe de redacción fue José Luís Sanz, con una larga experiencia en otros medios del grupo Axel Springer, como Computer Hoy Juegos, así como en la mítica distribuidora ERBE o en Ediciones Zeta. El editor y cara más visible fue Óscar Díaz, redactor de tecnología y videojuegos durante una década en la extinta revista PC Today, de Axel Springer, así como para medios de videojuegos y tecnología, incluidos Marca Player, XB Magazine, Revista Oficial Xbox, fundador de Xbox Maniac y editor en los primeros años de IGN España, entre otros, además de escribir libros como Exprime la Xbox, Exprime la PSP o Exprime la Nintendo DS para Anaya.
En abril de 2011 HobbyNews celebró la primera edición de sus premios anuales, donde los usuarios decidían, entre otras categorías, los mejores juegos, consolas y compañías de videojuegos del año anterior.
Actualmente HobbyNews ha sido absorbida y ha cambiado de nombre, pasando a llamarse como la revista principal, Hobbyconsolas, y todo su contenido está disponible bajo el dominio www.hobbyconsolas.com.